# Eiko Ishioka
Eiko Ishioka (石岡 瑛子?, Ishioka Eiko; Tokyo, 12 luglio 1938 – Tokyo, 21 gennaio 2012) è stata una costumista e grafica giapponese.
Art director di primo piano e graphic designer nipponica nota per il suo lavoro sul palcoscenico, il grande schermo, la pubblicità ed i supporti di stampa, è stata vincitrice di un premio Oscar ai migliori costumi.

## Biografia
Eiko Ishioka si è laureata all'Università Nazionale di Tokyo di Belle Arti e Musica. Il suo lavoro è incluso nella collezione permanente di musei in tutto il mondo, tra cui il Museum of Modern Art di New York. Nel 1992 fu selezionata per essere un membro Art Directors Club Hall of Fame di New York.
Il libro Eiko by Eiko del 1983 raccoglie il suo lavoro in art direction e graphic design. Seguì un secondo libro, Eiko on Stage, nel 2000.
I premi vinti lungo la carriera di Ishioka includono il 1985 Cannes Film Festival Award per contributo artistico per il suo progetto di produzione per il film di Paul Schrader Mishima - Una vita in quattro capitoli, un Grammy Award del 1987 per la grafica dell'album di Miles Davis Tutu, due nomination ai Tony Award nel 1988 per la scenografia ed i costumi della rappresentazione a Broadway di M. Butterfly, ed un Oscar ai migliori costumi nel 1993 per Dracula di Bram Stoker con la regia di Francis Ford Coppola.
Nel 1999 disegnò i costumi per Der Ring des Nibelungen di Richard Wagner all'Opera Olandese. Ha disegnato i costumi per Cirque du Soleil: Varekai, che ha debuttato nel 2002, nonché il musical di Broadway di Julie Taymor Spider-Man: Turn Off the Dark, che ha debuttato nel 2011.
Ha anche diretto il video musicale Cocoon di Björk nel 2002, e disegnato i costumi per il tour "Hurricane" della cantante Grace Jones nel 2009.
Ishioka è stata la costumista per i Giochi Olimpici di Pechino.
Oltre al suo Premio Oscar per il film Dracula di Bram Stoker e la nomination postuma per il film Biancaneve (Mirror Mirror), la Ishioka ha disegnato i costumi per tutti i film di Tarsem Singh, tra cui The Cell, The Fall e Immortals.
È stato riportato il 21 gennaio 2012, che Ishioka è morta per un cancro al pancreas a Tokyo, in Giappone.

## Filmografia parziale

### Cinema
- Mishima - Una vita in quattro capitoli (Mishima: A Life in Four Chapters), regia di Paul Schrader (1985)
- Closet Land, regia di Radha Bharadwaj (1991)
- Dracula di Bram Stoker (Dracula), regia di Francis Ford Coppola (1992)
- The Cell - La cellula (The Cell), regia di Tarsem Singh (2000)
- The Fall, regia di Tarsem Singh (2006)
- Teresa, el cuerpo de Cristo, regia di Ray Loriga (2007)
- Immortals, regia di Tarsem Singh (2011)
- Biancaneve (Mirror Mirror), regia di Tarsem Singh (2012)